# Çatalca
Çatalca é um distrito da província de Istambul, na Trácia, no braço de terra entre o Mármara e o Mar Negro. A maior parte dos habitantes de Çatalca são camponeses ou turistas proprietários de casas de férias. Muitas famílias de Istambul viajam ao distrito nos fins de semana para caminhar pelos bosques ou passar o dia no campo. Tem uma população de 35 995 habitantes (2008).